# Tatiana mymaroides
Tatiana mymaroides är en stekelart som beskrevs av Kim och La Salle 2005. Tatiana mymaroides ingår i släktet Tatiana och familjen finglanssteklar. Inga underarter finns listade i Catalogue of Life.